# زهير (اسم)
زهير هو اسم علم مذكر من أصل عربي، ومعناه هو تصغير زهر.

## شخصيات تحمل الاسم
- زهير الذوادي (لاعب كرة قدم تونسي، 1988[3] – )
- زهير اليحياوي (صحفي تونسي، 8 ديسمبر 1967 – 13 مارس 2005)
- زهير بخيت (لاعب كرة قدم إماراتي، 13 يوليو 1967[4] – )
- زهير بن أبي سلمى (شاعر الجاهلى وأحد من الأصحاب المعلقات، 520[5] – 607)
- زهير بن القين ( – 10 أكتوبر 680)
- زهير بهلول (صحفي إسرائيلي، 24 ديسمبر 1950 – )
- زهير فضال (لاعب كرة القدم مغربي، 1989 – )
- زهير كداش (ملاكم جزائري، 2 مارس 1986 – )
- زهير محسن (سياسي فلسطيني، 1936 – 25 يوليو 1979)
- زهير مراد (مصمم أزياء لبناني، 1971 – )

## وصلات خارجية
- موسوعة السلطان قابوس لأسماء العرب نسخة محفوظة 5 أبريل 2019 على موقع واي باك مشين.